# Národní florbalová liga mužů 2020/2021
Národní florbalová liga mužů 2020/2021 byla třetí nejvyšší mužskou florbalovou soutěží v Česku v sezóně 2020/2021.
Liga byla rozdělena na dvě skupiny, Západ a Východ. V každé skupině hrálo 12 týmů, systémem dvakrát každý s každým.
Pro pokračující pandemii covidu-19 v Česku byly již od začátku sezóny byly některé zápasy odkládány z důvodu karantén jednotlivých týmů. Od 12. října 2020 byly všechny soutěže rozhodnutím vlády přerušeny. Národní liga měla v tu dobu odehráno pět neúplných kol.
Během přerušení bylo rozhodnuto, že pro dohrání pozastavené sezóny je nutné ji obnovit do poloviny března. Protože liga nebyla do tohoto termínu obnovena, nebylo tedy v tomto ročníku, stejně jako v minulém, možné určit postupující ani sestupující.
Z důvodu předčasného ukončení předchozího ročníku soutěže v něm žádný tým nesestoupil ani nepostoupil. Jediná změna mezi týmy hrajícími Národní ligu tak bylo pro sezónu 2020/2021 vyměnění soutěže mezi týmy 1. FBK Rožnov p/R a FBC Letka Toman Finance Group z 1. ligy.
Po zkušenostech s přerušením soutěže v předchozí sezóně byla rozšířena pravidla fungování soutěže. Ta mimo jiné umožnila případně prodloužit sezónu až do 6. června 2021. Bylo by také možné určit postupující a sestupující i v případě, že by sezóna sice nebyla dohrána do konce, ale bylo odehráno alespoň 50 % zápasů základní části. Ani tato kritéria se nepodařilo naplnit.

## Týmy soutěže
Pořadí ke dni přerušení soutěže.

### Západ
1. Butchis
2. Florbal Primátor Náchod
3. SK Florbal Benešov
4. ASK Orka Čelákovice
5. FbC Plzeň
6. Wizards DDM Praha 10
7. FAT PIPE Traverza Mukařov
8. Panthers Praha
9. TJ Turnov
10. Florbal TJ Kobylisy
11. SK Bivoj Litvínov
12. T.B.C. Lucern Králův Dvůr

### Východ
1. Troopers
2. FAT PIPE Aligators Klobouky
3. FBC Vikings Kopřivnice
4. FbK Horní Suchá
5. 1.MVIL Ostrava
6. FBK Spartak Hluk
7. FbK TJ Svitavy
8. FBC Hranice
9. Snipers Třebíč
10. 1. FBK Sršni Rožnov p/R
11. Spartak Pelhřimov
12. S.K. P.E.M.A. Opava